# 알렉산드르 마무트

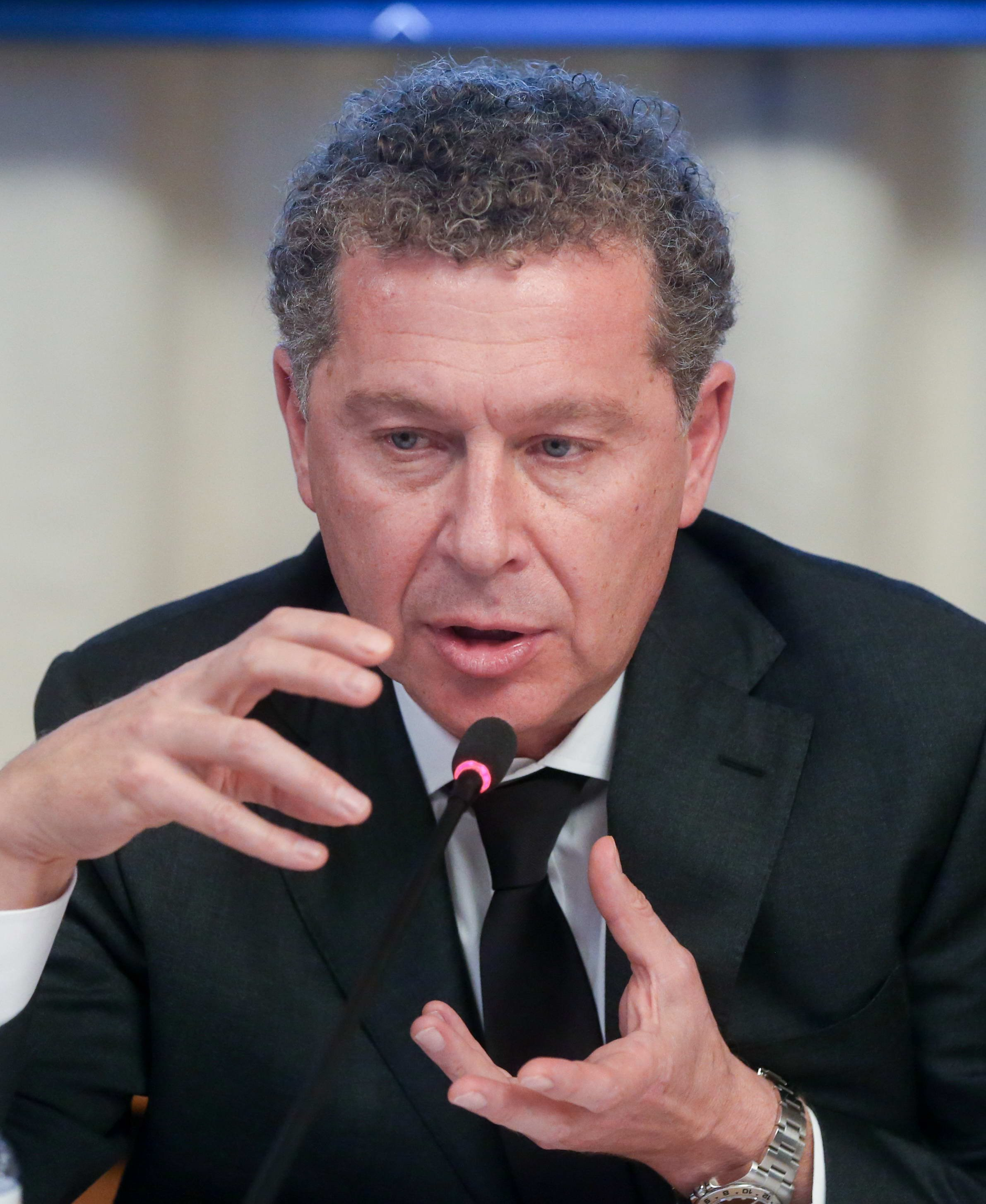
알렉산드르 마무트

알렉산드르 레오니도비치 마무트 (Александр Леонидович Мамут, 1960년 1월 29일, 모스크바 ~)는 러시아의 기업가, 금융가, 억만장자로, 램블러 그룹 이사회의 구성원이다.
마무트는 순자산 23억 달러로 2021년 포브스 억만장자 목록에서 1362위에 올랐다.